# 마테오 브리기
마테오 브리기(이탈리아어: Matteo Brighi, 1981년 2월 14일 ~ )는 이탈리아의 전 축구 선수이다. 그는 2002년에 세리에 A 올해의 영플레이어 상을 수상하였으며 그의 체력과 태클, 공중볼 능력로 잘 알려져있다.

## 클럽 경력
브리기는 리미니에서 선수 생활을 시작하였다. 2000년에 유벤투스가 그를 영입하였다.

### 파르마
2002년, 유벤투스는 마르코 디 바이오를 영입하면서 이적료의 일부분으로 브리기의 선수 권리의 50%를 파르마에게 팔았다. 이 이적은 당시에 5백만 유로의 가치였다.

### 키에보
2004년, 유벤투스는 1150만 유로의 금액에 브리기의 권리를 다시 사들였고 1600만 유로에 사들인 이메르송의 이적료의 일부로서 로마로 이적시켰다. 브리기는 연봉 93만 유로에 5년 계약을 맺었다.
하지만 브리기는 곧바로 키에보로 세 시즌간 임대에 보내졌다. 또한 임대 시즌중에 로마는 중앙 미드필더 자원인 시모네 페로타를 영입하였다. 키에보는 브리기를 출전시킬때마다 금액을 받을 수있었고, 5회를 출전시켜 80만 유로를 받았다. 그는 UEFA 챔피언스리그 2006-07 3차 예선전과 UEFA 컵 2006-07 1회전을 키에보 소속으로 출전했다. 그의 마지막 키에보 임대 시즌에 그는 파올로 삼마르코, 프란코 세미올리와 함께 중앙 미드필더 라인을 이루어 20경기에 출전했다. 키에보가 6월에 강등되었지만, 그들의 활약덕에 각각 다른 팀으로 이적될 자격을 얻었다.

### 로마
2007년에 브리기는 로마로 복귀했다. 2008년 7월 25일, 그는 2012년 6월까지의 연장 계약을 맺었다. 그의 연봉은 이 계약을 통해서 오르게 되어, 2008–09 시즌에는 130만 유로를 받았고, 2011–12 시즌에는 160만유로로 오르게 되었다.
브리기는 2009-10 시즌에 로마에 큰 활약을 하였다. 팀은 트레블팀 인테르나치오날레 뒤를 이은 2위로 세리에 A를 마감하였다.
2008년 11월 20일에 라 레푸블리카와 가진 인터뷰에서, 브리기는 루차노 스팔레티를 "나는 구이돌린과 프란델리 같은 훌륭한 분들과 함께 했고, 내가 겪어왔던 감독들 중에서는 그가 최고이다." 라고 하였다. 같은 시기에 스카이 이탈리아에서는 "나는 말이 아니라 행동을 하는걸 좋아한다. 다른 선수들은 확실히 나보다 더 말이 많고 그들 스스로를 판매한다. 나는 그것에 대해서 그들을 비난하려는게 아니다. 그저 내가 하는짓은 아니란거다." 같은 인터뷰에서, 그는 같이 성장했던 이들중 가장 친한 선수가 누구이며 축구계에서 존경하는 이가 누구이냐는 질문을 받았다. "지금 내가 뛰는 포지션과는 다르지만, 어린 시절에 삼프도리아에서 뛰던 시절의 로베르토 만치니를 좋아했었다. 그리고 지금 누구나 알다시피, 다미아노 톰마시가 나에게 영감을 주었다. 그와 같이 훌륭한 선수이자 사람과 비교되는건 영광이다." 톰마시는 브리기에 대해서 이렇게 말했었다."그는 나보다 훨씬 재능이 뛰어나고, 난 그저 위대한 팀에서 뛰었던 기회가 있었을 뿐이였고 몇몇 특별한 우승을 했었을 뿐이다. 나는 마테오가 같은 기회를 갖기를 희망한다."
2008년 11월 9일, 유벤투스에서 그와 같이 있었던 이탈리아 축구 국가대표팀 감독 마르첼로 리피는 로마의 신문 일 로마니스타(Il Romanista)에서 "브리기의 대한 나의 기억은 또렷하다. 인간성 면으로 보았을 때 그는 훌륭한 소년이였고, 기술적인 면으로 보았을 때 모든 트레이너들이 겪어보길 원하는 성실한 미드필더 중의 한명이였다. 내가 염려하는 것은 그의 선수 경력을 시작할때, 그가 그 주위에 만들어진 너무 많은 기대에 지나치게 칭찬을 받은것이다."
2010년 9월, 그는 로마와 4년 재계약을 맺어 세리에 A 2010-11 시즌에 연봉이 180만 유로로 그리고 다음 세 시즌에는 230만 유로 오른다.

### 아탈란타
2011년 8월, 그는 임대를 통해 아탈란타에 입단했다. 그는 시즌 종료후 로마로 복귀하기전, 세리에 A 2011-12 동안 리그 11경기에 출전했다.

### 토리노
2012년, 브리기는 새롭게 세리에 B에서 승격한 토리노로 임대를 통해 이적하기전, 입단 시험을 통해서 합류했다. 2012년 8월 26일, 그는 2-2로 종료된 시에나와의 경기에서 토리노 이적후 리그 데뷔전을 치렀다. 1주일 후, 그는 토리노 유니폼을 입은 이후 시에나를 상대로 첫 골을 넣었고(2-0), 경기는 3-0 토리노의 승리로 끝이 났다. 그는 2013년 1월 31일에 3-2로 승리한 토리노의 경기에서 다닐로 담브로시오의 크로스를 받아 득점을 했다. 토리노를 강등에서 잔류시켜내며 좋은 활약을 펼친 후, 그는 로마로 복귀했다.
하지만 2013년 7월 8일, 그는 두번의 연장 계약을 맺을 수 있는 옵션을 지닌체 토리노 1년 계약으로 이적하였다. 2013년 9월 22일, 그는 시즌 개막전 사수올로를 2-0으로 이긴 경기에서 득점을 하였다. 2014년 1월 19일, 2-0으로 승리한 사수올로 원정 경기에서 시즌 두 번째 골을 넣었다.

### 사수올로
2014년 1월 30일, 브리기는 사수올로로 이적하였다.

## 국가대표팀 경력
유소년 대표팀 시절에, 그는 마누엘레 블라시, 안드레아 피를로, 마르코 마르키오니와 함께 미드필더진을 이루며, 2002년 UEFA U-21 축구 선수권 대회에 참가했었다. 또한 그는 2004년 대회를 우승하였고 올림픽 예선을 통과하였다.
브리기는 21살의 나이에 2002년에 열린 슬로베니아와의 친선전에서 이탈리아 대표팀 데뷔전을 치렀다. 하지만, 그는 대표팀 감독이던 마르첼로 리피에 의해서 2009년에 열린 몬테네그로와 아일랜드 공화국과의 2010년 FIFA 월드컵 예선전에 소집되었던 것 뿐이였다. 2009년 3월 28일, 2002년에 첫 출전한 이후로, 몬테네그로와의 경기에서 80분에 후반 교체 선수로 출전하며 오랜만에 대표팀 경기를 뛰었다. 4일 뒤, 그는 무승부를 거둔 아일랜드와의 경기에서 선발로 출전하였다.
브리기는 컨페더레이션스 컵 개막 하기전, 북아일랜드와의 친선전에서 다시 이탈리아 대표팀에 소집되었다. 브리기는 후반전에 젠나로 가투소의 교체 선수로 출전하였고, 훌륭한 많은 패스를 공급하였고, 이중 하나는 골로 연결되었다. 브리기가 훌륭하게 뛰었음에도, 컨페더레이션스 컵 최종 명단 23인에 포함되지는 못하였다.

## 개인사
브리기는 2009년 1월 13일에 romanews.eu이라는 웹사이트에서 아마도 그의 가장 흥미로운 인터뷰를 했을 것이다. 그는 오늘날의 축구 선수들에 처한 압박과 경기장에서의 나쁜 선택들, 젠나로 가투소에 대한 그의 존경심("선수로서 내가 존경하는점은, 그는 월드컵과 밀란과 함께하며 수많은 트로피들을 거머줬다.")과 사람들이 직업을 잃는등의 최근의 금융 위기로 과도하게 삶의 생활 방식의 최우선대로 살지 못하는 것, 그의 취미(친구들과의 저녁, 영화 감상, 콘서트장 가기, 독서), 로마 선수가 된 이후에 그의 삶의 변화를 깨달을 때("전 이곳에 온지 1년이 되었지만, 두 달전만해도 내 인생은 달랐다. 누구나 길거리에서 나를 막고 "마테오, 당신은 경이로운 사람이야!"라고 말한다."), 팀에서 가장 친한 친구들(토네토와 페로타, 이 둘은 축구에서 어떻게 벗어 나는지를 아는 이들이고, 나는 자주 아퀼라니, 데 로시, 오카카등과 밥을 먹는다"), 지금은 싱글로서 살지만 언젠가 가족을 이루는 꿈, 그 스스로를 특이하다고 보지 않는다는 사실("저는 클럽에서 밤새 있는 대신 집으로 가서 책을 읽는 유일한 선수는 아닙니다."), 그의 선수 끝을 리미니에서 보내는것("제가 그곳을 떠났을때, 저는 언젠가 돌아올것이라고 약속했습니다. 그리고 그 날이 올것입니다.")등 많은 주제를 가지고 이야기를 했다.
그의 남동생 브리기 역시도 프로 축구 선수이다.

## 수상 경력
로마
- 코파 이탈리아 (1회): 2007–08
- 수페르코파 이탈리아나 (1회): 2007

유벤투스
- 수페르코파 이탈리아나 (2회): 2002

이탈리아
- UEFA U-21 선수권 대회: (1회): 2004